# Sophie in Bayern (1967)

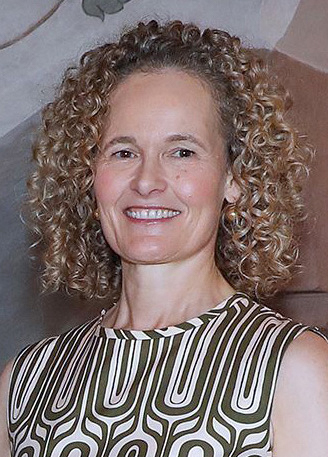
Erbprinzessin Sophie von Liechtenstein

Erbprinzessin Sophie Elizabeth Marie Gabrielle von und zu Liechtenstein, Gräfin zu Rietberg (* 28. Oktober 1967 in München; geb. Sophie Elizabeth Marie Gabrielle Herzogin in Bayern) ist die älteste der fünf Töchter von Max Emanuel Herzog in Bayern und seiner schwedischen Ehefrau Elizabeth Christina Gräfin Douglas. Sie ist die Nichte des derzeitigen wittelsbachischen Familienoberhauptes Franz Herzog von Bayern. Seit ihrer Eheschließung mit dem liechtensteinischen Thronfolger ist sie liechtensteinische Staatsangehörige und trägt den Titel Erbprinzessin.

## Leben

### Kindheit und Ausbildung
Sophie wuchs zusammen mit ihren vier Schwestern Marie, Helene, Elisabeth und Anna bei ihren Eltern in Wildbad Kreuth auf. In Kreuth besuchte Sophie in den ersten Jahren die Volksschule. Von 1978 bis 1980 ging sie in Heiligenstatt an die Mädchenheimvolksschule der Englischen Fräulein.
Später wechselte Sophie an die Mädchenrealschule Internat Schloss Hohenburg in Lenggries. 1984 bis 1988 das Adolf-Weber-Gymnasium in München besuchend, schloss sie dieses mit dem Abitur ab.
Es folgte ein mehrmonatiger Aufenthalt in London, während dessen sie Seminare der Inchbald School of Interior Design belegte. Geschichte und Anglistik studierte sie an der Katholischen Universität in Eichstätt.

### Ehe und Familie
Am 3. Juli 1993 heiratete Sophie in der katholischen Kathedral- und Stadtpfarrkirche St. Florin zu Vaduz den Erbprinzen Alois von und zu Liechtenstein, ältester Sohn des regierenden Fürsten Hans Adam II. und der Fürstin Marie. Aus der Ehe gingen vier Kinder hervor, die den Familientitel Prinz (Prinzessin) von und zu Liechtenstein, Graf (Gräfin) von Rietberg führen:
- S.D. Prinz Joseph Wenzel Maximilian Maria, geb. 24. Mai 1995
- I.D. Prinzessin Marie Caroline Elisabeth Immaculata, geb. 17. Oktober 1996
- S.D. Prinz Georg Antonius Constantin Maria, geb. 20. April 1999
- S.D. Prinz Nikolaus Sebastian Alexander Maria, geb. 6. Dezember 2000

Sophie ist eine Ururenkelin von Ludwig III. von Bayern und von Salomon Eberhard Henschen sowie eine Urenkelin von Otto Ludwig Haas-Heye.

## Ehrenamtliches Engagement
Unter dem Namen «schwanger.li» eröffnete Erbprinzessin Sophie 2006 in Feldkirch / Österreich eine Beratungsstelle für schwangere Frauen. Die Beratung gilt in erster Linie Frauen in Notlagen oder schwierigen Situationen.
Keine Frau soll sich aufgrund schlechter Rahmenbedingungen zu einem Schwangerschaftsabbruch gezwungen fühlen. Jede Schwangere, die zu uns kommt, werden wir unterstützen, wenn nötig auch längerfristig. Jede Frau kann darauf vertrauen, dass wir sie in dieser schwierigen Situation nicht alleine lassen. Wir bieten eine umfassende Beratung an und wollen somit einen Beitrag dazu leisten, dass Frauen auch in schwierigen Situationen Ja zum ungeborenen Leben sagen können.

## Titel
Die Gattin des Erbprinzen von Liechtenstein hat abweichend vom Hausgesetz, das für Familienmitglieder die Anrede Durchlaucht vorsieht, die Höflichkeitsanrede Ihre Königliche Hoheit (Schriftform I.K.H.), da sie aus dem vormals regierenden königlichen Haus Wittelsbach (Könige von Bayern, 1806–1918) stammt und daher protokollarisch in höherem Rang steht.

## Trivia
Da Mathilde d’Udekem d’Acoz seit der Thronbesteigung ihres Gatten Königin der Belgier ist, ist Erbprinzessin Sophie neben Erbgroßherzogin Stéphanie von Luxemburg, geborene Gräfin de Lannoy, eine von nur noch zwei europäischen Thronfolger-Gemahlinnen, die einem Adelshaus entstammen, und die einzige, die dem Hochadel entstammt.